# Mitch Vogel
Pour les articles homonymes, voir Vogel et Mitch.
Mitch Vogel est un acteur et compositeur américain né le 17 janvier 1956 à Alhambra, en Californie aux États-Unis.

## Filmographie

### Cinéma
- 1968 : Les tiens, les miens, le nôtre (Yours, Mine and Ours) : Tommy North
- 1969 : Reivers (The Reivers) : Lucius
- 1978 : Texas Detour : Dale

### Télévision
- 1967 : Dundee and the Culhane (Série TV) : Jeffrey Bennett
- 1968 : Le Virginien (The Virginian) (Série TV) saison 7 episode 09 (The storm gate) : Un garçon
- 1968 et 1973 : Bonanza (Série TV) : Jamie Hunter-Cartwright
- 1969 : Adam-12 (Série TV) : Jimmy White
- 1969 : Les Aventuriers du Far-West (Death Valley Days) (Série TV) : Jerry Ray Foster
- 1970 : Quarantined (Téléfilm) : Jimmy Atkinson
- 1970 : L'immortel (The Immortal) (Série TV) : Jud Yeomen
- 1970 : Menace on the Mountain (es) (Téléfilm) : Jamie McIver
- 1970 : Two Boys (Téléfilm) : Jud Thomas
- 1970 : The Young Rebels (Série TV) : Tad Garrett
- 1970 : Headmaster (Série TV) : Billy
- 1970 et 1975 : Gunsmoke (Série TV) : Dobie McCabe / Rob Fielder / Dink
- 1971 : The Boy from Dead Man's Bayou (Téléfilm) : Jeannot Boudreau
- 1973-1974 : Dr. Simon Locke (Série TV) : Andy Carrigan / Jeff Darryl / Paul
- 1974 : Les rues de San Francisco (The Streets of San Francisco) (Série TV) : Peter Todd
- 1974 : Apple's Way (Série TV) : Chris
- 1974 : Born Innocent (Téléfilm) : Tom Parker
- 1974-1975 : La Petite Maison dans la prairie (The Little House on the Prairie) (Série TV) : Johnny Johnson
- 1974 et 1977 : Insight (Série TV) : Randy / Jimmy
- 1975 : Petrocelli (Série TV) : Ron Field
- 1975 : Lucas Tanner (Série TV) : Danny Warden
- 1975 : Isis (Série TV) : Wayne Moss
- 1976 : La Foire aux illusions (State Fair) (Téléfilm) de David Lowell Rich : Wayne Bryant
- 1976 : Ark II (Série TV) :
- 1976 : Sur la piste des Cheyennes (The Quest) (Série TV) : Jess
- 1978 : Wonder Woman (Série TV) : Mitch

### comme compositeur
- 1976 : La Foire aux illusions (State Fair) (TV) de David Lowell Rich